# Vickers Windsor
Die Vickers Windsor (Vickers Type 447) war ein viermotoriger schwerer Bomber der britischen Vickers-Armstrongs Ltd. Nach der Fertigstellung von drei Prototypen wurde das Projekt von der Royal Air Force (RAF) Mitte der 1940er-Jahre eingestellt. Entworfen wurde die Windsor von Barnes Wallis und R. K. Pierson.

## Geschichte
Die Windsor sollte Nachfolger der viermotorigen Typen Avro Lancaster, Short Stirling und Handley Page Halifax werden und wurde unter der Leitung von Chefkonstrukteur Barnes Wallis entwickelt.
Die drei Prototypen machten ihre Erstflüge am 23. Oktober 1943 (Type 447), 15. Februar 1944 (Type 457) und 11. Juli 1944 (Type 461). Das Projekt wurde dann gestrichen, da der Krieg dem Ende entgegenging und der Nachkriegsbedarf an strategischen Bombern mit der aus der Lancaster neu entwickelten Avro Lincoln gedeckt werden konnte.

## Konstruktion
Im Gegensatz zu den anderen britischen Bombern war der Entwurf als Höhenbomber ausgelegt. Bemerkenswerte Eigenschaft der Windsor war eine geschlossene Druckkabine für die Besatzung. Die Pilotenkanzel war als verglaste Kabine auf den Rumpf aufgesetzt. Im Aufbau ihrer Zelle glich er der ebenfalls von Wallis entwickelten Vickers Wellington. Die vier Haupträder wurden in den Triebwerkgondeln versenkt. Die Tragflächen hatten eine stark elliptische Form. Die Waffen konnten vom Schützen ferngesteuert bewegt werden. Die Windsor benutzte ein Tragwerk, welches B. Wallis bereits bei der Vickers Wellesley und Vickers Wellington eingesetzt hatte.

## Militärische Nutzung
Vereinigtes Königreich
- Royal Air Force

## Technische Daten
| Kenngröße                                 | Daten                                                  |
| ----------------------------------------- | ------------------------------------------------------ |
| Besatzung                                 | 4                                                      |
| Länge                                     | 23,43 m                                                |
| Spannweite                                | 35,71 m                                                |
| Höhe                                      | 7,01 m                                                 |
| Flügelfläche                              | 116 m²                                                 |
| Flügelstreckung                           | 11,0                                                   |
| Leermasse                                 | 17.511 kg                                              |
| max. Startmasse                           | 24.495 kg                                              |
| Höchstgeschwindigkeit                     | 510 km/h                                               |
| Maximalhöhe bei der Höchstgeschwindigkeit | 7010 m                                                 |
| Reichweite                                | 4650 km                                                |
| Triebwerke                                | vier Rolls-Royce Merlin mit je 1.635 PS (ca. 1.200 kW) |
| Bewaffnung                                | vier 20-mm-Kanonen in einem ferngesteuerten Heckstand  |
| Bombenzuladung                            | 5400 kg                                                |